# Station Wesel
Station Wesel (Duits: Bahnhof Wesel) is een station in de Duitse stad Wesel. Het station ligt aan de lijnen Wesel - Bocholt en Oberhausen - Emmerich. Voorheen lag het ook aan de lijnen Haltern - Büderich en Oberhausen - Wesel.

## Treinseries
De volgende treinseries stoppen in Wesel:
| Serie        | Treinsoort                          | Route | Bijzonderheden           |
| ------------ | ----------------------------------- | --- | ------------------------ |
| RE 5 (RRX)   | Regional-Express (National Express) | Wesel – Oberhausen Hbf – Duisburg Hbf – Düsseldorf Hbf – Köln Hbf – Bonn Hbf – Remagen – Andernach – Koblenz Hbf                       | Rhein-Express            |
| 20000 RE 19  | Regional-Express (VIAS)             | Arnhem Centraal – Zevenaar – Emmerich-Elten – Emmerich – Wesel – Oberhausen Hbf – Duisburg Hbf – Düsseldorf Flughafen – Düsseldorf Hbf | Rhein-IJssel-Express     |
| 20000 RE 19a | Regional-Express (VIAS)             | Bocholt – Dingden – Hamminkeln – Blumenkamp – Wesel – Oberhausen Hbf – Duisburg Hbf – Düsseldorf Flughafen – Düsseldorf Hbf            | Bocholter Bahn           |
| RB 35        | Regionalbahn (VIAS)                 | Wesel – Dinslaken – Oberhausen Hbf – Duisburg Hbf – Rheinhausen – Krefeld Hbf – Viersen – Mönchengladbach Hbf                          | Emscher-Niederrhein-Bahn |

-0,1: Oberhausen Hbf ·
4,2: Oberhausen-Sterkrade ·
7,7: Oberhausen-Holten ·
13,9: Dinslaken ·
18,8: Voerde (Niederrhein) ·
23,3: Friedrichsfeld (Niederrhein) ·
26,7: Wesel ·
29,3: Wesel-Feldmark ·
31,0: Kanonenberge ·
34,4: Diersfordt ··
39,1: Mehrhoog ·
44,8: Haldern (Rheinl) ·
48,7: Empel-Rees ·
50,4: Millingen (b Rees) ·
54,6: Praest ·
60,8: Emmerich ·
69,6: Elten
0: Boxtel ·
4: Liempde ·
7: Olland ·
10: Schijndel ·
13: Eerde ·
18: Veghel ·
24: Uden ·
28: Zeeland ·
35: Mill ·
41: Haps ·
44: Kruispunt Beugen ·
46: Oeffelt ·
49: Gennep ·
53: Hassum ·
57: Asperden ·
61: Goch ·
Vornick ·
Kalbeck ·
Buckholt ·
69: Preußisch Uedem ·
Uedemerfeld ·
Uedemerbruch ·
76: Labbeck ·
81: Xanten ·
87: Birten ·
89: Menzelen-Ginderich ·
91: Büderich ·
92: Büderich Ost ·
99: Wesel